# Bazhou, Bazhong
Bazhou är ett stadsdistrikt och säte för stadsfullmäktige i Bazhong i Sichuan-provinsen i sydvästra Kina.